# To Whom It May Concern (album av The Bee Gees)
To Whom It May Concern släpptes 1972 och var den brittisk-australiensiska popgruppen Bee Gees åttonde album. Albumet sålde 175 000 exemplar världen över.

## Låtlista
Sida ett
1. Run to Me (Barry, Robin & Maurice Gibb)  - 3:13
2. We Lost the Road (Barry & Robin Gibb)  - 3:28
3. Never Been Alone (Robin Gibb)  - 3:15
4. Paper Mache, Cabbages and Kings (Barry, Robin & Maurice Gibb)  : 5:01
5. I Can Bring Love (Barry Gibb)  - 2:07
6. I Held a Party (Barry, Robin & Maurice Gibb)  – 2:37
7. Please Don't Turn Out the Lights (Barry, Robin & Maurice Gibb)  – 2:01

Sida två
1. Sea of Smiling Faces (Barry, Robin & Maurice Gibb)  – 3:09
2. Bad Bad Dreams (Barry, Robin & Maurice Gibb)  – 3:49
3. You Know It's for You (Maurice Gibb)  – 2:58
4. Alive (Barry & Maurice Gibb)  – 4:04
5. Road to Alaska (Barry, Robin & Maurice Gibb)  – 2:41
6. Sweet Song of Summer (Barry, Robin & Maurice Gibb)  – 5:07